# Солза Гърчева
Солза Гърчева (на македонска литературна норма: Солза Грчева) е политик от Северна Македония.

## Биография
Родена е на 4 август 1954 година в град Щип, тогава във Федеративна народна република Югославия. Защитава докторска дисертация по компютърни науки в Природо-математическия факултет на Скопския университет.
Гърчева е преподавателка и декан на Факултета по информационни технологии на частния ФОН Университет. Преподава и в Университета „Гоце Делчев“ – Щип, където е проректор за международно сътрудничество. На 24 ноември 2017 година Солза Гърчева е избрана за професор във Факултета за технически науки на Университета „Майка Тереза“ в Скопие.
Гърчева е членка на Либерално-демократическа партия и ръководи комисията на партията по образование. По-късно преминава в Социалдемократическия съюз на Македония (СДСМ).
В 2014 година е избрана за депутат от СДСМ в Събранието на Северна Македония. Гърчева не се присъединява към обявения от СДСМ бойкот на парламента и заедно с Любица Буралиева и Роза Топузова–Каревска остава депутат и съответно е изключена и остава независим депутат.
След изборите от 2016 година Гърчева формира собствена политическа партия Глас за Македония и е един от най-гласовитите критици на политиките на СДСМ и премиера Зоран Заев.